# Lego City Undercover
Lego City Undercover er et action-adventurespil udviklet af TT Fusion til Wii U. Spillet blev udgivet i Nordamerika og Europa marts 2013.
En forbedret udgave af spillet blev udgivet til Microsoft Windows, Nintendo Switch, PlayStation 4, og Xbox One i april 2017.